# Costa de Ámbar

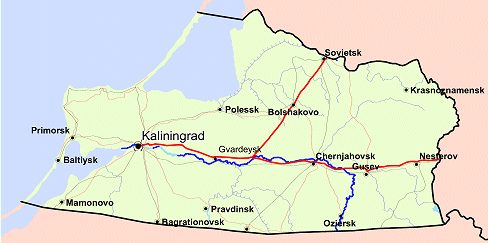
Óblast de Kaliningrado

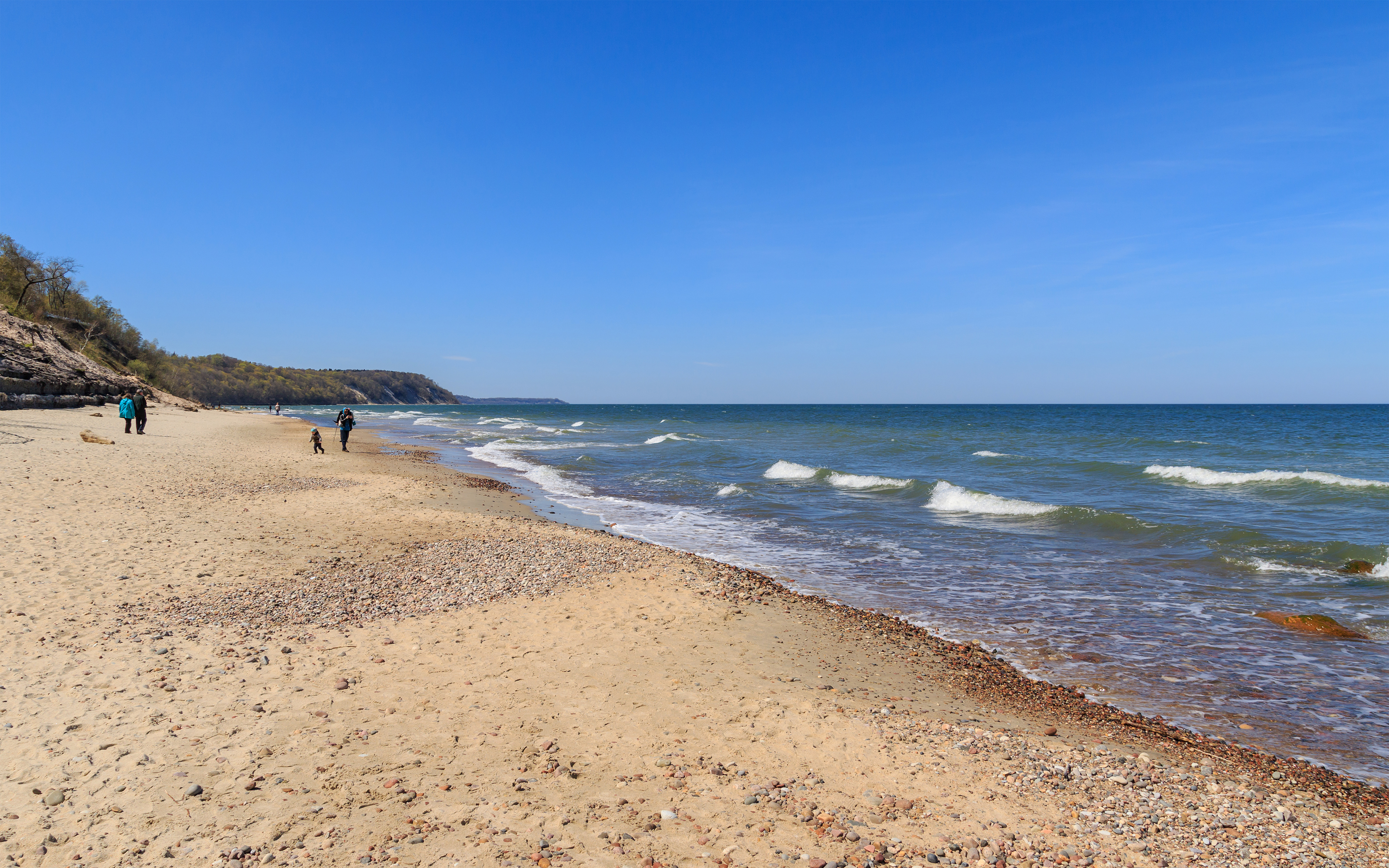
Playa de Svetlogorsk.

La costa de Ámbar (en ruso: Янтарный берег, transl.: Yantarniy bereg) es un área costera rusa del noroeste del óblast de Kaliningrado (mar Báltico). 
La extensión también abarca una pequeña parte de Letonia y Lituania.
El área es rica en minerales de ámbar báltico, los cuales han ido extrayéndose desde mediados del siglo XIX. En el oeste de la península de Sambia se encuentran los depósitos mineros de Palmnikenskoye y Primorskoye, considerados el 80% de la reserva mundial de ámbar.